# Noritaka Fujisawa
Noritaka Fujisawa (japanisch 藤澤 典隆 Fujisawa Noritaka; * 23. August 1988 in der Präfektur Kyoto) ist ein ehemaliger japanischer Fußballspieler.

## Karriere
Fujisawa erlernte das Fußballspielen in der Jugendmannschaft von Sanfrecce Hiroshima und der Universitätsmannschaft der Kansai-Universität. Seinen ersten Vertrag unterschrieb er 2012 beim Sagawa Shiga FC. Der Verein spielte in der dritthöchsten Liga des Landes, der Japan Football League. Für den Verein absolvierte er drei Ligaspiele. 2013 ging er nach Europa, wo er in Deutschland einen Vertrag beim SC Viktoria Griesheim unterschrieb. Nach einem Jahr in Griesheim kehrte er 2014 nach Japan zurück. Hier verpflichtete ihn der Drittligist FC Ryūkyū. Für den Verein absolvierte er 121 Ligaspiele. 2018 wechselte er zum Ligakonkurrenten Kagoshima United FC. 2018 wurde er mit dem Verein Vizemeister der J3 League und stieg in die zweite Liga auf. Am Ende der Saison 2019 stieg der Verein wieder in die dritte Liga ab. Nach insgesamt 73 Ligaspielen wechselte er im Januar 2021 in die Regionalliga, wo er eine Saison für den Okinawa SV spielte. Nach einem Jahr unterschrieb er im Januar 2022 einen Vertrag beim Viertligisten Veertien Mie. Für den Verein aus Kuwana bestritt er 56 Viertligaspiele. Nach der Saison 2024 beendete er seine Karriere als Fußballspieler.